# The Duff
The Duff je americká filmová komedie z roku 2015. Režie se ujal Ari Sandel a scénáře Josh A. Cagan. Film je adaptací stejnojmenného románu od Kody Keplinger. Hlavní role hrají Mae Whitman, Robbie Amell, Bella Thorne, Nick Eversman, Skyler Samuels, Bianca Santos, Allison Janney a Ken Jeong. Film měl premiéru ve Spojených státech dne 20. února 2015. V České republice nebyl v kinech promítán.

## Obsazení
- Mae Whitman jako Bianca Piper
- Robbie Amell jako Wesley Rush
- Bella Thorne jako Madison Morgan
- Skyler Samuels jako Jess Harris
- Bianca Santos jako Casey Cordero
- Nick Eversman jako Toby Tucker
- Romany Malco jako ředitel Buchanan
- Ken Jeong jako pan Arthur
- Allison Janney jako Dottie Piper
- Chris Wylde jako pan Fillmore
- Rebecca Weil jako Caitlyn
- Mahaley Manning jako Kara
- J.J. Green jako Trevor
- Danielle Lyn jako Maya
- Demetrius Bridges jako Jarrett
- Murielle Telio jako Mariah
- Danielle Sherrick jako Carrie Wescovich
- Erick Chavarria jako pan Gomez

## Přijetí

### Tržby
Film vydělal celosvětově 43,5 milionů dolarů po celém světě. Rozpočet filmu činil 8,5 milionů dolarů. Za první víkend docílil páté nejvyšší návštěvnosti, kdy vydělal 10,8 milionů dolarů. Umístil se za filmy Padesát odstínů šedi, Kingsman: Tajná služba, Spongbob ve filmu: Houba na suchu, McFarland: Útěk před chudobou.

### Recenze
Na recenzní stránce Rotten Tomatoes získal ze 101 započtených recenzí 71 procent s průměrným ratingem 6 bodů z deseti. Na serveru Metacritic snímek získal z 28 recenzí 56 bodů ze sta. Na Česko-Slovenské filmové databázi si snímek k 3. srpnu 2018 drží 63 procent.

### Ocenění a nominace
Film získal 5 nominací na cenu Teen Choice Awards a to v kategoriích nejlepší filmová komedie, nejlepší mužský herecký výkon v komedii (Amell), nejlepší ženský herecký výkon v komedii (Whitman), nejlepší zloduch (Thorne) a nejlepší polibek. Cenu si nakonec odnesla pouze Bella Thorne. Thorne také získala nominaci na cenu Young Artist Award v kategorii nejlepší herecký výkon mladé herečky ve vedlejší roli (14–21 let).